# Ophrys sphegodes subsp. tarquinia
Sous-espèce
Statut de conservation UICN

 VU C2a(i) : Vulnérable
Statut CITES
Ophrys sphegodes subsp. tarquinia est une sous-espèce de plantes à fleurs de la famille des Orchidaceae, appartenant au genre Ophrys. C'est une orchidée terrestre d'aire italienne (Toscane-Gargano).

## Étymologie
Du grec  οφρύς (sourcil) ; sphegodes du grec sphex (guêpe) et Tarquinia, endroit où elle a été découverte.

## Répartition
Italie : Toscane jusqu'au Gargano.